# Neodym(III)-fluorid
Neodym(III)-fluorid (NdF3) ist ein Salz des Seltenerd-Metalls Neodym. Es bildet violette hexagonale Kristalle.

## Gewinnung und Darstellung
Neodym(III)-fluorid kann durch Reaktion von Neodym(III)-oxid mit Fluorwasserstoff gewonnen werden.
{\displaystyle \mathrm {Nd_{2}O_{3}+6\ HF\longrightarrow 2\ NdF_{3}+3\ H_{2}O} }

## Verwendung
Neodym(III)-fluorid wird häufig zur Herstellung von Fluoridgläsern eingesetzt.
Bei der Gewinnung von Neodym aus Erzen ist das Fluorid häufig Zwischenprodukt und wird anschließend chemisch (z. B. durch Zugabe von Calcium, wobei Calciumfluorid anfällt) oder per Schmelzflusselektrolyse zum gediegenen Metall reduziert.